# Alor de Quimper
Pour les articles homonymes, voir Alor.
Alor de Quimper ou saint Alor ou saint Alour ou saint Alar ou saint Halory ou saint Hélouri ou saint  Alouarn ou saint Aloué ou Saint-Allouestre (Morbihan) est le deuxième ou peut être troisième successeur de saint Corentin sur le siège épiscopal de Quimper, selon une liste ancienne d'évêques du haut Moyen Âge pour l'évêché de Cornouaille. Il est décédé en 462.

## Un saint très peu connu
Nous ne savons rien de la vie de ce saint dont le culte est si répandu dans le diocèse de Quimper et très populaire comme protecteur des chevaux. 
Saint Alor était à l'origine le saint protecteur des alevins et des alevineurs (an alaer signifie "l'alevineur" en breton) en raison de la proximité de son nom avec celui-ci. Ce n'est que par la suite qu'il est devenu le saint patron des poulains, et par extension, des chevaux.
Sa vie étant oubliée, au Moyen Âge, il fut remplacé par saint Éloi. Ceci explique que saint Éloi soit si honoré dans le Finistère : il est le patron des églises paroissiales de Mespaul, Garlan, Roscanvel et Saint-Éloy dans le Finistère, et des chapelles lui sont dédiées à Plouarzel, Ploudaniel, Ploudalmézeau, Plouigneau, Rosporden et Saint-Évarzec. Sous le nom de saint Alor, il est honoré à Tréguennec et les églises paroissiales de Tréméoc et Plobannalec-Lesconil sont dédiées à saint Alour. Une chapelle Saint-Alor existe aussi à Plésidy dans le diocèse de Saint-Brieuc. Une église Saint-Alor existe aussi à Ergué-Armel. L'église paroissiale de Peumerit lui est aussi dédiée sous le nom de saint Annouarn.

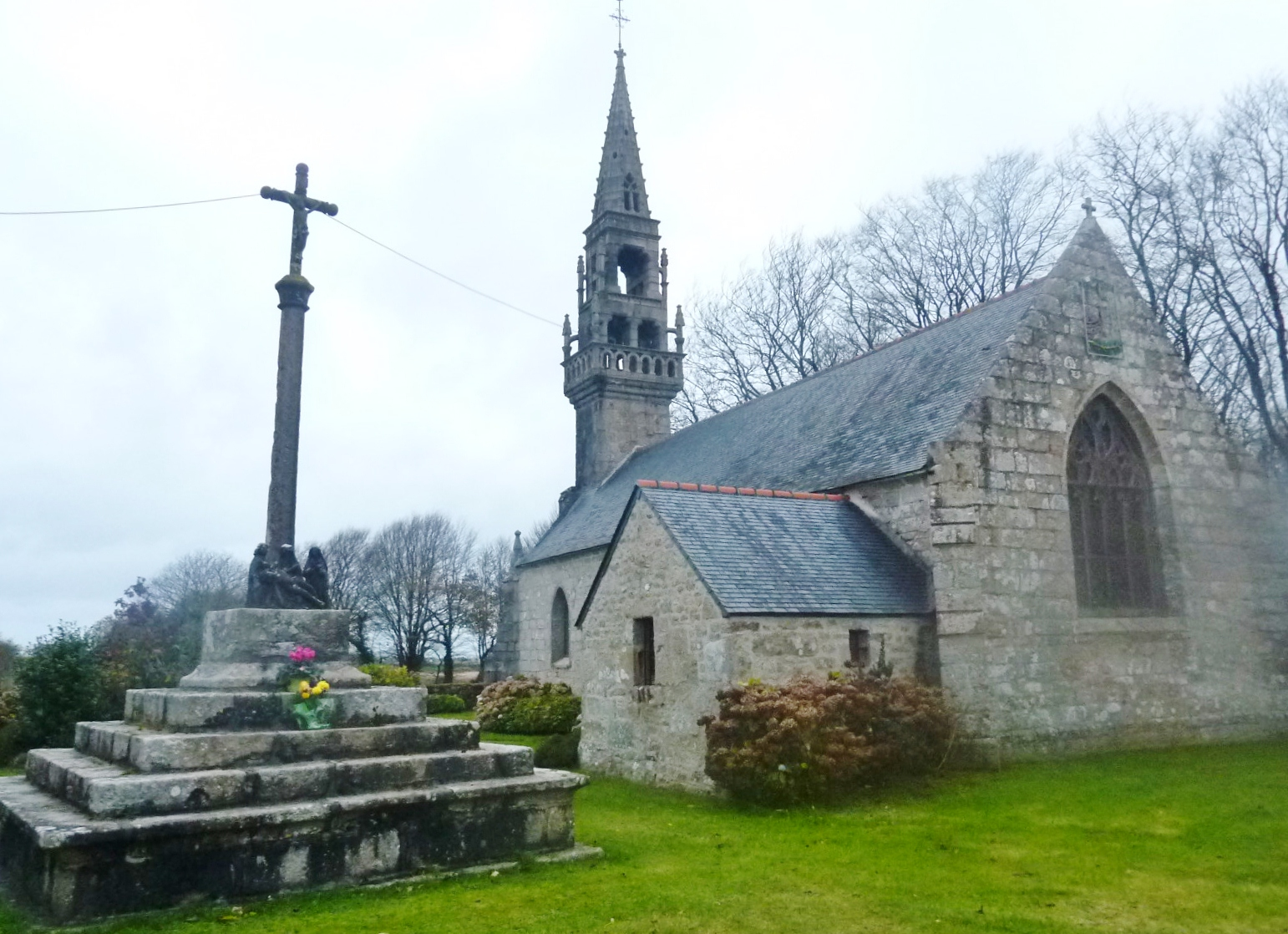
Ploudaniel : la chapelle Saint-Éloi (sant Alar).
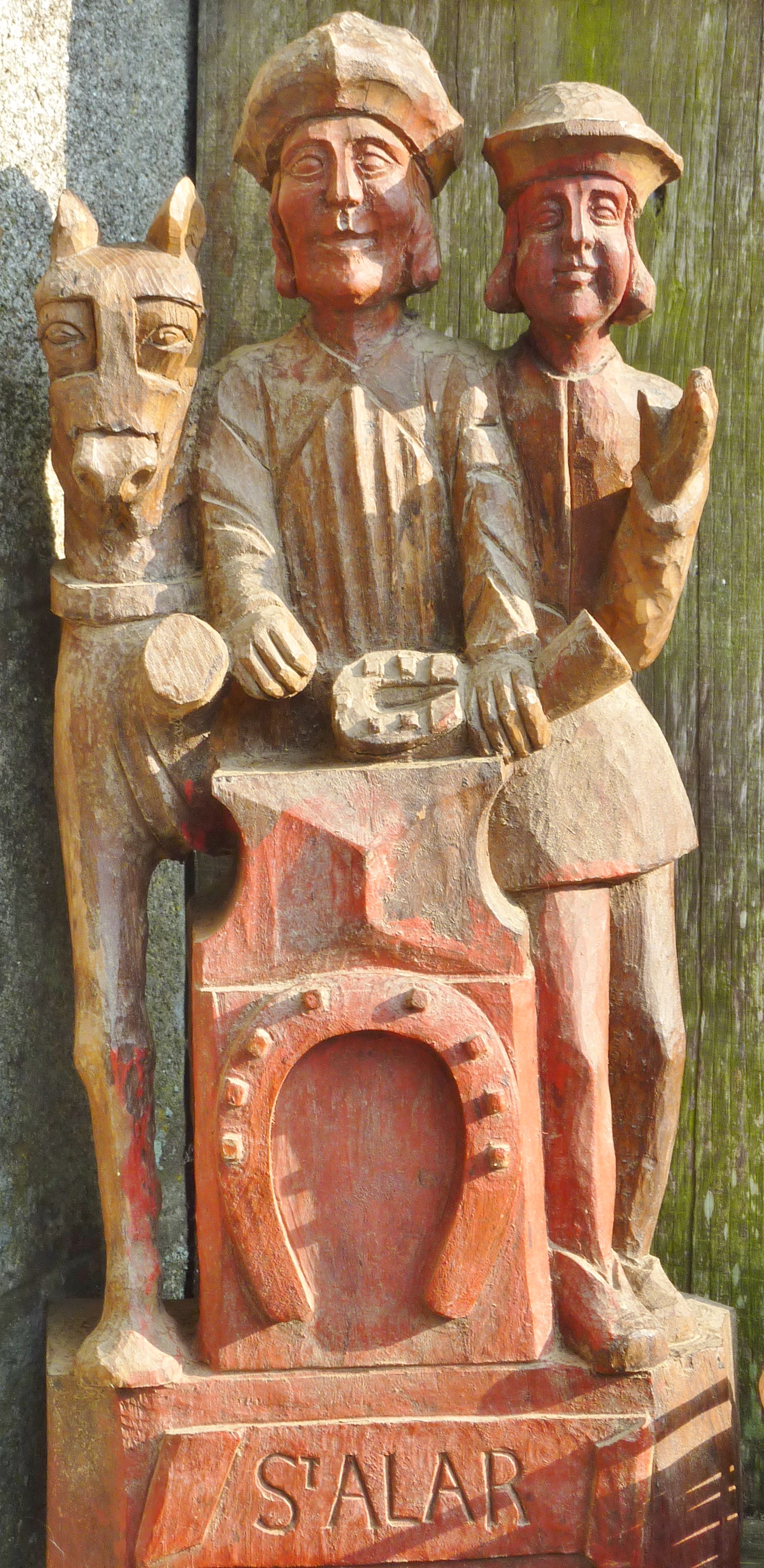
Locronan : église Saint-Ronan, statue de saint Alar (Alor de Quimper).
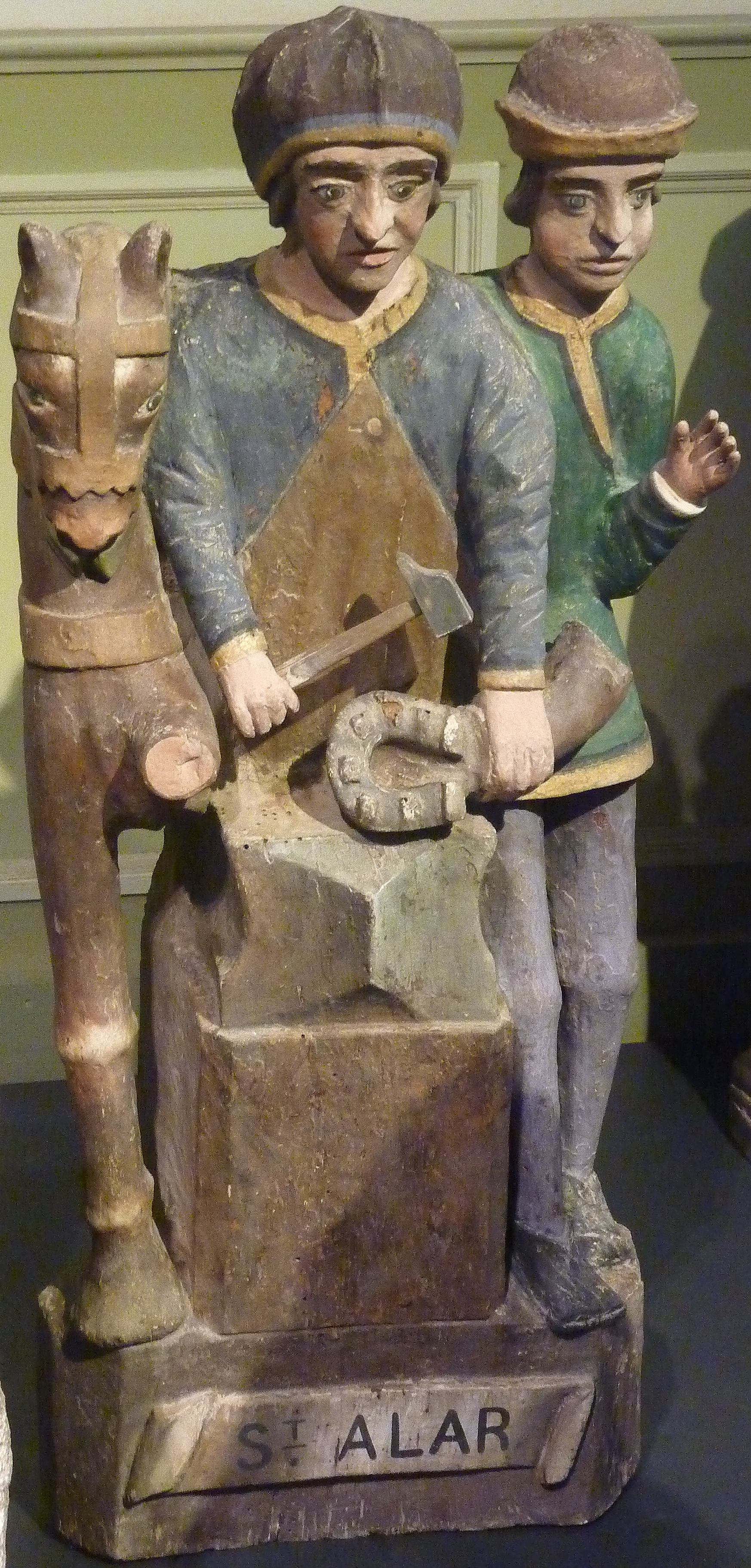
Plozévet : église paroissiale Saint-Démet : groupe statuaire de saint Alar.
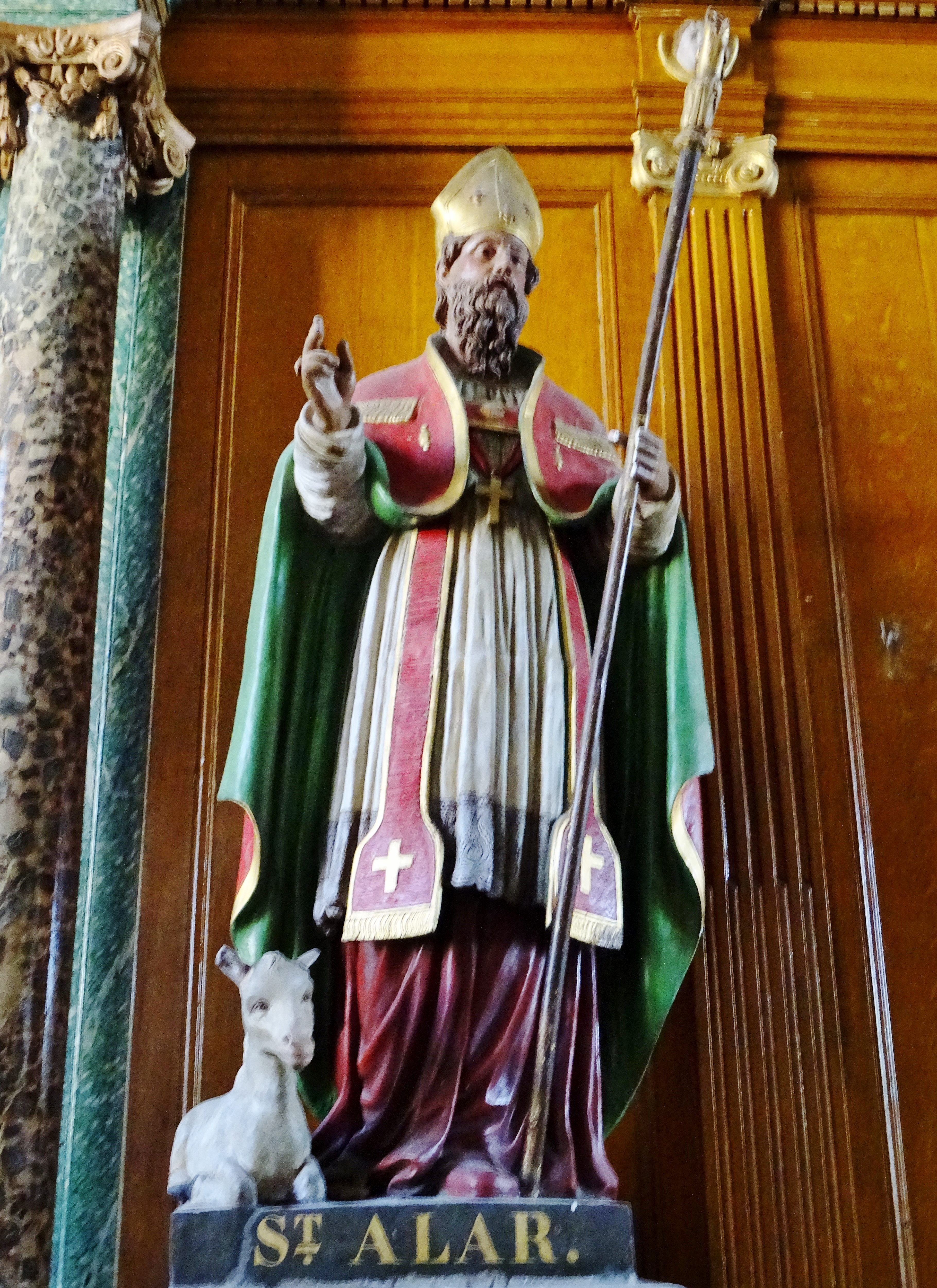
Eglise Saint-Onneau d'Esquibien : statue de saint Alar.
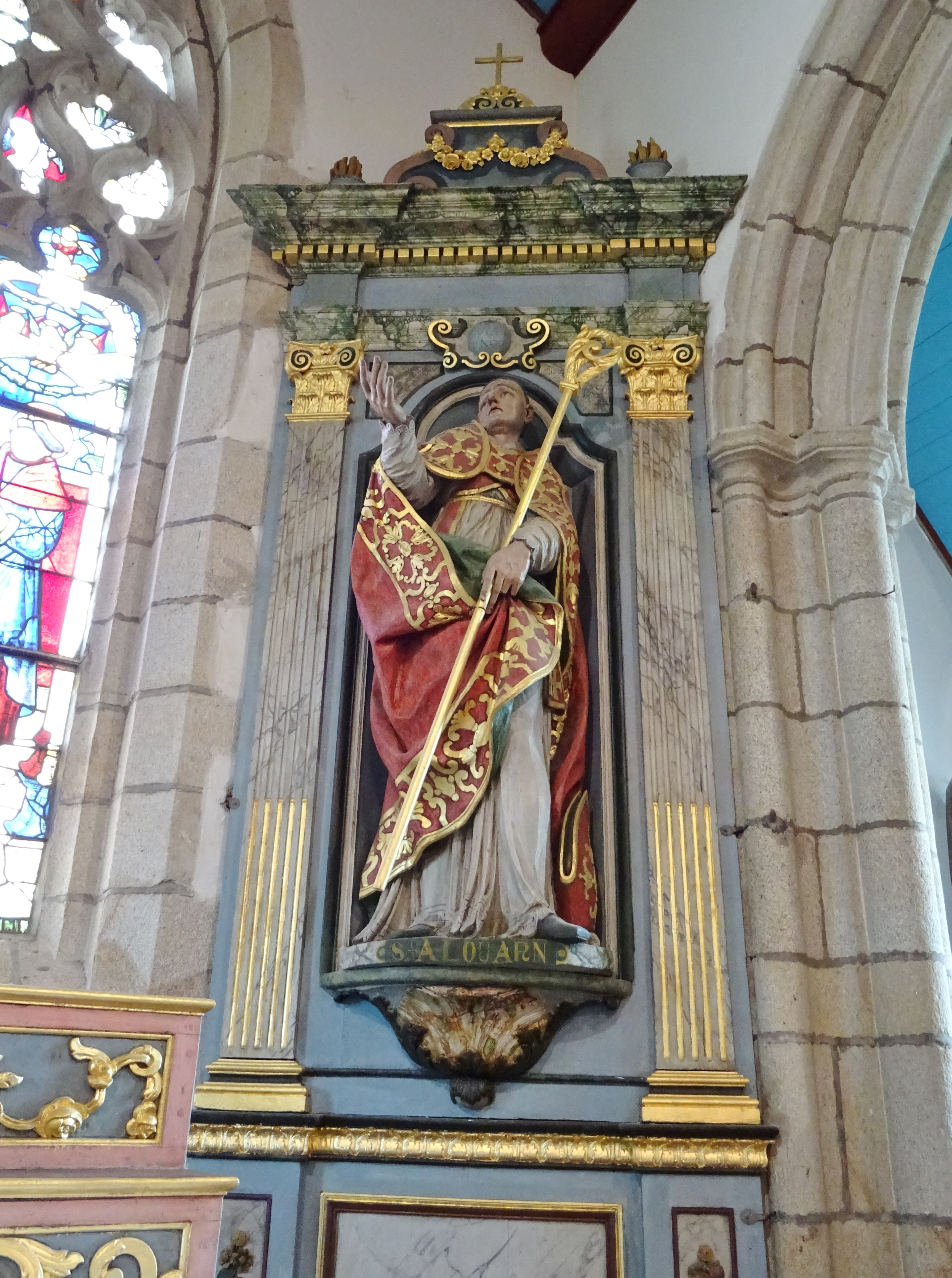
Église Saint-Annouarn de Peumerit ː statue de saint Alouarn.

On le trouve à la dédicace de l'église paroissiale d'Ergué-Armel très proche de Quimper.
C'est peut-être une autre forme de saint Alar, souvent assimilé à saint Éloi et dont le nom a été donné à une gorge boisée à quelques kilomètres au nord de Quimper, la gorge du Stangala, ainsi qu'au ruisseau, vallon et jardin botanique du Stang Alar à Brest.
Il est célébré le 26 octobre (calendrier des saints bretons) par les Églises chrétiennes.

## Un saint invoqué pour obtenir la pluie
Les chanoines Paul Peyron et Jean-Marie Abgrall décrivent ainsi la dévotion à saint Alar à cette époque :

« La dévotion des Fouesnantais à Notre-Dame du Drénec est encore bien vive de nos jours. Ils accourent nombreux à son sanctuaire, le jour de son grand pardon, qui a lieu chaque année le dimanche dans l'octave de l'Assomption, puis aux fêtes du 25 mars, 8 septembre et 8 décembre, où l'office s'y célèbre solennellement, ainsi qu'aux vendredis du Carême où il s'y dit une messe. (...) Notre-Dame du Drénec est invoquée pour l'obtention d'un beau temps favorable à la moisson ; saint Alour, patron d'Ergué-Armel, au contraire a pour mission d'obtenir de Dieu la pluie bienfaisante qui met fin aux sécheresses excessives. En 1848 et 1879, la paroisse d'Ergué-Armel vint à Notre-Dame du Drénec demander du beau temps. elle était accompagnée, à son second pèlerinage, de toutes les paroisses du canton de Fouesnant, et l'on évalue à 4 000 personnes environ le nombre des pèlerins qui se retrouvèrent ce jour-là au sanctuaire du Drénec. En 1884, ce fut au tour des paroissiens de Clohars-Fouesnant de se rendre à Ergué-Armel aux pieds de saint Alor. Leurs prières furent écoutées et promptement exaucées : le soir même de ce pèlerinage à saint Alor, la pluie, depuis si longtemps désirée, ne cessa de tomber pendant toute la nuit suivante. »